# Aleksandr Akimov
Aleksandr Fyodorovich Akimov (em russo: Александр Фёдорович Акимов; 6 de maio de 1953 - 10 de maio de 1986) foi um engenheiro soviético que era o supervisor do turno que trabalhava na Unidade 4 da Usina Nuclear de Chernobyl na noite do desastre de Chernobyl, 26 de abril de 1986.

## Biografia
Aleksandr Akimov nasceu em 6 de maio de 1953 em Novosibirsk, República Socialista Federativa Soviética da Rússia (República da União Soviética).
Em 1976, Akimov se formou no Instituto de Engenharia de Energia de Moscou, com o grau de especialista em engenharia e automatização de processos de calor e energia.
Ele começou sua carreira na Usina Nuclear de Chernobyl em setembro de 1979. Durante seus primeiros anos em Chernobyl, ocupou cargos de engenheiro sênior de gerenciamento de turbinas e supervisor de turno da sala de turbinas.
Em 10 de julho de 1984, Akimov foi nomeado para o cargo de supervisor de turno da Unidade 4 do Reator

## Desastre de Chernobyl
Na noite de 26 de abril de 1986, Akimov estava de serviço como supervisor de turno da 4ª unidade de energia da usina eletronuclear de Chernobyl. O nível de potência do reator havia sido reduzido, preparando-se para um teste de segurança planejado. No entanto, o reator parou inesperadamente durante os preparativos do teste, supostamente devido a um erro cometido por Leonid Toptunov. Aumentar a potência após esse ponto colocou o reator em um estado potencialmente perigoso devido a falhas de projeto, sem o conhecimento dos operadores. Durante o teste, Akimov pediu que o botão AZ-5 (scram) fosse pressionado para desligar o reator. Toptunov, seguindo todas as ordens de Akimov, pressionou o AZ-5. Devido a uma falha de projeto, as hastes de controle descendentes aceleraram momentaneamente a reação nuclear e causaram a explosão do reator. As redes de comunicação foram subitamente inundadas com chamadas e informações. Akimov ouviu relatos de danos maciços ao reator, mas não acreditou e, como resultado, transmitiu informações falsas sobre o estado do reator durante horas.
Akimov trabalhou com sua equipe no prédio do reator depois de saber a extensão do acidente. Eles tentaram bombear água para o núcleo exposto do reator até a manhã seguinte. Ele trabalhou com Toptunov para abrir manualmente as válvulas de água em uma tentativa de aumentar o suprimento de água para o reator, período durante o qual eles começaram a apresentar sintomas da síndrome de radiação aguda e foram enviados à enfermaria. Akimov foi exposto durante seu trabalho a uma dose letal de 15-20 Gy de radiação.
Ele foi internado no Hospital de Pripyat, mas foi rapidamente transferido para o Hospital 6 de Moscou. Em 28 de abril, os sintomas da doença da radiação já haviam praticamente desaparecido. Sua esposa o visitou no hospital e, mesmo ciente de que poderia não sobreviver, ele lhe disse que desistiria de trabalhar na indústria nuclear. Durante sua estadia, ele discutiu as possíveis causas do acidente com Toptunov e Dyatlov, mas eles ficaram perplexos. Toptunov recebeu um transplante de medula óssea em uma tentativa de restaurar seu sistema imunológico. A condição de Akimov piorou rapidamente e foi decidido que um transplante de medula óssea não era suficiente, portanto, em um último esforço para salvar sua vida, um transplante de células hepáticas fetais foi administrado; no entanto, ele falhou. Quando o investigador do acidente, Sergei Yankovsky, o interrogou, Akimov mal conseguia falar e não podia fornecer muito mais informações. Akimov acabou sucumbindo à síndrome de radiação aguda duas semanas após o desastre, aos 33 anos. Sua família foi informada de que sua morte foi a única razão pela qual ele não foi processado pelo acidente.
Embora a investigação soviética inicial tenha colocado quase toda a culpa nos operadores, descobertas posteriores da AIEA constataram que o projeto do reator e a forma como os operadores foram informados sobre as informações de segurança eram mais importantes. No entanto, descobriu-se que os operadores se desviaram dos procedimentos operacionais, mudando os protocolos de teste em tempo real e tomando ações “mal avaliadas”, tornando os fatores humanos um fator contribuinte importante.

## Reconhecimento
Em 2008, Akimov foi condecorado postumamente com a Ordem "Pela Coragem" de 3º grau por Viktor Yushchenko, o então presidente da Ucrânia.
Ele foi retratado pelo ator Aleksandr Khoroshko na série de televisão Zero Hour de 2004, por Alex Lowe na produção da BBC de 2006 Surviving Disaster: Chernobyl Nuclear Disaster e por Sam Troughton na minissérie da HBO de 2019, Chernobyl.